# Cremastocheilus quadricollis
Cremastocheilus quadricollis är en skalbaggsart som beskrevs av Thomas Casey 1915. Cremastocheilus quadricollis ingår i släktet Cremastocheilus och familjen Cetoniidae. Inga underarter finns listade i Catalogue of Life.